# Allodynerus dignotus
Allodynerus dignotus är en stekelart som beskrevs av Morawitz 1895. Allodynerus dignotus ingår i släktet rörgetingar, och familjen Eumenidae. Utöver nominatformen finns också underarten A. d. ankarensis.